# Биатлон на зимних Олимпийских играх 1980

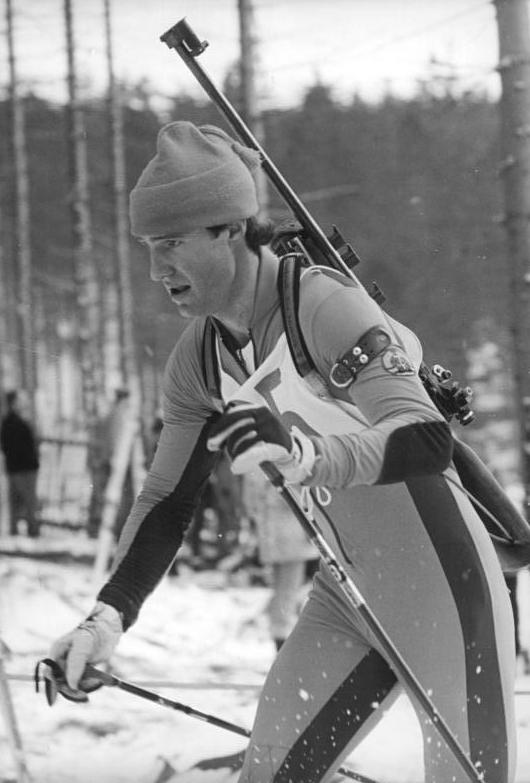
Франк Ульрих из ГДР выиграл медали во всех трёх гонках зимней Олимпиады-1980 (фото 1982 года)

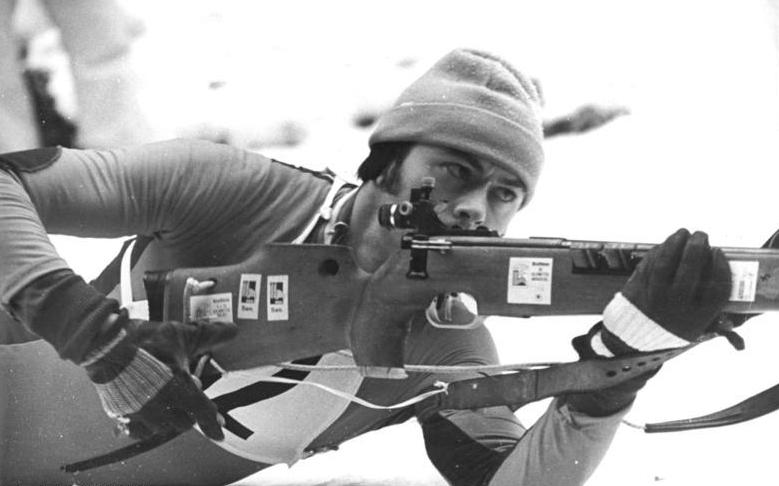
Эберхард Рёш выиграл в Лейк-Плэсиде 2 медали — серебро и бронзу (фото — 29 февраля 1980 года)

В биатлонной программе зимних Олимпийских игр 1980 года было разыграно 3 комплекта наград. Соревнования проходили с 16 по 22 февраля.
Впервые в олимпийскую программу была включена спринтерская гонка на 10 км с 2 огневыми рубежами (на чемпионатах мира медали в этой дисциплине разыгрывались с 1974 года). Впервые именно в спринте спортсмены стали наказываться за промахи не штрафными минутами, а штрафными кругами длиной 150 метров. Кроме того на Олимпиаде в Лейк-Плэсиде впервые в олимпийской истории биатлона использовались механические мишени.
Советский биатлонист Анатолий Алябьев выиграл 2 золота и 1 бронзу (интересно, что на чемпионатах мира Алябьев за карьеру выиграл лишь 2 бронзы). Также награды во всех трёх гонках завоевал восточногерманский спортсмен Франк Ульрих — золото и 2 серебра (золото Ульрих выиграл в спринте, который выигрывал на 2 чемпионатах мира подряд перед Олимпийскими играми — 1978 и 1979). 33-летний советский биатлонист Александр Тихонов выиграл золото в эстафете на 4-й Олимпиаде подряд, став первым в истории 4-кратным олимпийским чемпионом по биатлону. Больше Тихонова золотых олимпийских медалей по биатлону впоследствии выиграли только норвежец Уле-Эйнар Бьёрндален (8) и Мартен Фуркад (6).

## Медальный зачёт
(Жирным выделено самое большое количество медалей в своей категории)
| Общее количество медалей |        |        |         |        |       |
| Место                    | Страна | Золото | Серебро | Бронза | Всего |
| 1                        | СССР   | 2      | 1       | 1      | 4     |
| 2                        | ГДР    | 1      | 2       | 1      | 4     |
| 3                        | ФРГ    | 0      | 0       | 1      | 1     |

## Результаты

### 16 февраля —Индивидуальная гонка на 20 км (мужчины)
49 участников, 47 финишировали
| Место | Спортсмен               | Время      | Промахи     |
|       | Анатолий Алябьев (URS)  | 1:08:16,31 | 0 (0 0 0 0) |
|       | Франк Ульрих (GDR)      | +11,48     | 3 (1 0 1 1) |
|       | Эберхард Рёш (GDR)      | +2:55,42   | 2 (2 0 0 0) |
| 4     | Свейн Энген (NOR)       | +3:13,94   | 3 (0 2 0 1) |
| 5     | Эркки Антила (FIN)      | +3:16,01   | 4 (0 2 1 1) |
| 6     | Ивон Мугель (FRA)       | +3:17,29   | 3 (1 0 1 1) |
| 7     | Владимир Барнашов (URS) | +3:33,18   | 4 (2 0 2 0) |
| 8     | Владимир Аликин (URS)   | +3:48,99   | 6 (1 3 2 0) |

### 19 февраля—Спринт (мужчины)
| Место | Спортсмен               | Время    | Промахи |
|       | Франк Ульрих (GDR)      | 32:10,69 | 2 (0 2) |
|       | Владимир Аликин (URS)   | +42,41   | 0 (0 0) |
|       | Анатолий Алябьев (URS)  | +58,47   | 1 (0 1) |
| 4     | Клаус Зиберт (GDR)      | +1:22,07 | 2 (1 1) |
| 5     | Хьелль Сёбак (NOR)      | +1:23,95 | 1 (0 1) |
| 6     | Петер Зелинка (TCH)     | +1:34,51 | 1 (0 1) |
| 7     | Одд Лирхус (NOR)        | +1:59,70 | 2 (1 1) |
| 8     | Петер Ангерер (FRG)     | +2:02,74 | 4 (2 2) |
| 9     | Александр Тихонов (URS) | +2:04,19 | 2 (0 2) |
| 10    | Герд Винклер (FRG)      | +2:13,47 | 1 (1 0) |

### 22 февраля —Эстафета 4 х 7,5 км (мужчины)
| Медаль  | Спортсмен                                                                      | Время      | Стрельба |
| Золото  | СССР · Владимир Аликин, Александр Тихонов, Владимир Барнашов, Анатолий Алябьев | 1:34:03.27 | 0 0      |
| Серебро | ГДР · Матиас Юнг, Клаус Зиберт, Франк Ульрих, Эберхард Рёш                     | +53,72     | 1 2      |
| Бронза  | ФРГ · Франц Бернрайтер, Ханси Эстнер, Петер Ангерер, Герхард Винклер           | +3:26,99   | 0 2      |